# Distretto di Phanom Sarakham
Il distretto di Phanom Sarakham (in thailandese: พนมสารคาม) è un distretto (amphoe) della Thailandia, situato nella provincia di Chachoengsao.